# Lasiargus
Genre
Lasiargus est un genre d'araignées aranéomorphes de la famille des Linyphiidae.

## Distribution
Les espèces de ce genre se rencontrent en zone paléarctique.

## Liste des espèces
Selon World Spider Catalog (version 16.5, 19/10/2015) :
- Lasiargus hirsutoides Wunderlich, 1995
- Lasiargus hirsutus (Menge, 1869)
- Lasiargus pilipes (Kulczyński, 1908)
- Lasiargus zhui Eskov & Marusik, 1994

## Publication originale
- Chyzer & Kulczyński, 1894 : Araneae Hungariae. Budapest, vol. 2, p. 1-151.